# Miguel Hidalgo (Ciudad de México)
Miguel Hidalgo es una de las dieciséis demarcaciones territoriales de la Ciudad de México localizada en la zona poniente de la capital mexicana. Colinda al norte con la alcaldía Azcapotzalco, al oriente con Cuauhtémoc, al suroriente con Benito Juárez, al sur con Álvaro Obregón, al poniente con Cuajimalpa y con los municipios de Naucalpan y Huixquilucan del Estado de México.
Presenta un clima templado, con lluvias en verano. El relieve del territorio es básicamente plano, al norte, y con colinas, barrancas y montes, al poniente, que es la salida hacia Toluca.[cita requerida]
Miguel Hidalgo es la segunda demarcación de la Ciudad de México, y la tercera a nivel nacional, con el mayor índice de desarrollo humano en México debido a la calidad de sus servicios y educación, la intensa actividad comercial de sus habitantes y la cantidad de gente flotante que convive y habita en la demarcación, así como por ser una zona de carácter residencial y comercial.

## Toponimia
Su nombre es un reconocimiento a Miguel Hidalgo y Costilla, sacerdote y militar que participó en la primera etapa de la guerra de Independencia de México y al que se conoce también como "Padre de la Patria".

## Historia
La Alcaldía Miguel Hidalgo fue creada, de acuerdo con la Ley Orgánica que se publicó el 29 de diciembre de 1970 en el Diario Oficial de la Federación, como una de las nuevas 16 delegaciones que integran el Distrito Federal. La delegación tomó su nombre de uno de los héroes iniciadores de la guerra de independencia de México.
Es delegación política desde hace solo unos 30 años. La zona que abarca su territorio es una fusión de los asentamientos prehispánicos de Tacuba, Tacubaya y Chapultepec, junto a colonias residenciales como Polanco, Lomas de Chapultepec, Bosques de las Lomas y colonias populares como Anáhuac, Popotla, Pensil, Argentina, América, Santa Julia, Tlaxpana y Observatorio, entre otras. Alberga a muchos de los hombres y mujeres más poderosos del país en el sector político y empresarial y cuenta con una gran tradición histórica.

### Orígenes
Chapultepec, Tacuba y Tacubaya fueron los tres asentamientos prehispánicos más importantes en lo que hoy es la delegación Miguel Hidalgo. Chapultepec es una palabra de origen náhuatl que significa "cerro del chapulín", por estar consagrado a este pequeño animal, totémico para los mexicas, quienes se instalaron en el lugar entre los años 1280 y 1299, durante su largo peregrinar. De ahí fueron expulsados por los tecpanecas de Azcapotzalco, antes de fundar la Ciudad de México - Tenochtitlan en el centro de la laguna del Valle de México. Los tenochcas, como se les conoció después, llegaron a dominar toda Mesoamérica a partir de la alianza que establecieron con los pueblos de Texcoco y Tlacopan, hoy Tacuba. Cuando Moctezuma Ilhuicamina era señor de los mexicas, mandó construir un acueducto para llevar el agua de los manantiales de Chapultepec hacia la gran Tenochtitlan. Antes de morir, Moctezuma Ilhuicamina ordenó que en una roca del cerro se labrara su imagen, así como la de su hermano Tlacaélel.
Tiempo después hicieron lo mismo Ahuízotl y Moctezuma Xocoyotzin. Este último hizo que en Chapultepec se construyeran estanques para criar peces y enriqueció la flora del bosque con gran variedad de plantas y árboles venidos de toda Mesoamérica. Nezahualcóyotl, señor de Texcoco y aliado a los mexicas, ordenó construir un palacio al pie del cerro, cercó el bosque e introdujo más especies de animales y plantas. Muchos de los ahuehuetes de aquella época aún se conservan. El nombre de Tacuba es de origen náhuatl y proviene de los vocablos tlacotl, que significa "jara" o "jarilla" (carrizo que se emplea para fabricar flechas), y pan, que es un locativo, de tal forma que Tlacopan quiere decir "el lugar de las jaras". Este pueblo fue sometido por los tecpanecas de Azcapotzalco, quienes impusieron a Totoquihuatzin como gobernante. Izcóatl, señor de los mexicas, y Nezahualcóyotl, señor de Texcoco, se aliaron en 1428 para arrancar a Azcapotzalco el predominio sobre los demás pueblos del altiplano, cuando murió el rey Tezozómoc y su hijo Maxtla usurpó el poder. Ante el peligro que significaba el ataque de esos dos pueblos, Totoquihuatzin optó por no concurrir a la guerra en apoyo de los suyos, por lo que se consideró unido a los dos atacantes en lo que se conoce como la Triple Alianza. Tenochtitlan y Texcoco erigieron a Tlacopan como sustituto de Azcapotzalco para gobernar al derrotado pueblo tecpaneca, y dejaron a Totoquihuatzin como su señor, aunque con poderes limitados; se le impuso la obligación de servir, a cambio de sólo una quinta parte de los bienes que se obtuvieran de los vencidos y una participación igual de los tributos que habrían de pagar los pueblos sojuzgados: tecpanecas y otomíes que residían en las sierras del poniente del Valle de México.
Para fortalecer la Triple Alianza, Nezahualcóyotl se casó con la hija de Totoquihuatzin. A la llegada de los españoles, Tlacopan era gobernada por Tetlepanquetzal. De oriente llegaban informes sobre gente extraña que desembarcaba en la costa y avanzaba hacia México-Tenochtitlan. Parecieron tan extraños a los naturales que los supusieron representantes del dios Quetzalcóatl quien, según las profecías, regresaría para reconquistar su antiguo imperio. Tras un periodo de dudas y vacilaciones, Moctezuma Xocoyotzin recibió a los españoles, encabezados por Hernán Cortés. Durante algún tiempo, los invasores fueron tratados con toda amabilidad. Sin embargo, traicionaron la hospitalidad que se les brindó y, durante una ceremonia religiosa en el Templo Mayor, asesinaron a los sacerdotes y asistentes, además de apresar a Moctezuma, al suponer que se estaban reuniendo para atacarlos. A partir de ese momento los mexicas, llenos de indignación, pusieron sitio al palacio donde se alojaban los invasores. Cuando la situación se volvió desesperada por la falta de víveres y el continuo asedio de los mexicas, los españoles decidieron asesinar a Moctezuma para distraer a sus atacantes. Otra versión dice que Moctezuma murió a consecuencia de una pedrada que recibió en la cabeza, cuando se asomó a lo alto del palacio en un intento por convencer a su pueblo de que debían atacar a los conquistadores; alguno de sus súbditos, indignados por la traición del señor cuya misión era protegerlos y conducirlos, arrojó la piedra.
Aprovechando que los mexicas preparaban los funerales de su señor, los españoles huyeron por la calzada de Tacuba, que comunicaba a esa población con Tenochtitlan (el trazo original de ese camino se conserva todavía en la actual calzada México-Tacuba), ocultos por la noche y la lluvia, y se llevaron los tesoros robados. Sin embargo, una mujer se dio cuenta de la fuga y la denunció a gritos. Multitud de guerreros mexicas salieron de sus casas para perseguirlos, aunque muchos lograron escapar. Ese episodio se conoce como la "Noche Triste"; se dice que Cortés, ya sin aliento, lloró su derrota bajo un ahuehuete de Tlacopan. Cuando Cortés regresó en 1521 a sitiar Tenochtitlan, pasó por Tlacopan y mandó quemar todas las casas, a pesar de que este pueblo no los había hostigado durante su huida. La palabra Tacubaya es una corrupción del vocablo Atlacuihuayan, que significa "lugar en que se toma el agua", y proviene de las voces náhuatl atlacuihuani, "jarro para sacar agua", y pan, un locativo. Algunos lingüistas lo traducen también como "lugar donde se tomó el átlat" (arma en forma de bastón para lanzar dardos). El territorio de Tacubaya era tan sólo un paraje cuando los mexicas pasaron por ahí a finales del siglo XIII, durante su peregrinar en busca del lugar para establecer su ciudad, en el centro de la laguna. A la llegada de los españoles, ya había una pequeña aldea.

## Geografía física

### Clima
Se caracteriza por su clima muy frío al principio del otoño y más en el invierno por la noche y por la mañana. La Delegación Miguel Hidalgo presenta cañadas, lomas y mesetas, espacio donde se ubican las zonas residenciales preferentemente en los límites con la delegación Cuajimalpa; en el otro extremo, hacia el noreste, las pendientes son suaves, principalmente por Circuito Interior y, por último, el cerro más importante es el de Chapultepec, con 2260 m s. n. m.

### Hidrografía
En cuanto a corrientes superficiales, tiene los ríos La Piedad y Consulado, ambos pertenecientes a la subcuenca del lago de Texcoco-Zumpango y a la cuenca del río Moctezuma. Estos ríos se entubaron, actualmente sobre ellos pasan las vialidades del mismo nombre y desembocan en ellos las aguas negras de la ciudad, por lo cual están contaminados. Asimismo, los cuerpos de agua más importantes de la delegación son los lagos de Chapultepec y dos presas, una ubicada en el Panteón Civil de Dolores, la otra en la barranca de Tecamachalco, que comparte con el Estado de México.

## Demografía
De acuerdo con los datos estadísticos del censo de 2020, Miguel Hidalgo tiene un total de 414 470 habitantes. De dicha cantidad, el 47.2 % eran hombres y el 52.8 % eran mujeres. Tiene una densidad de 7452 habitantes por kilómetro cuadrado. En orden descendente ocupa el lugar 12; Iztapalapa es la delegación más poblada, seguida por la Gustavo A. Madero; en el último lugar, la delegación Milpa Alta es la delegación menos poblada.
Cabe destacar que Miguel Hidalgo tenía en 2010 una población de 5422 habitantes cuya lengua es indígena, principalmente el náhuatl y el otomí, además de otras lenguas extranjeras, como el inglés, el francés, ruso y el alemán, debido a la concentración de empresas extranjeras anglosajonas y europeas, de igual manera la mayoría de las embajadas del país se encuentra dentro de esta demarcación.
La población económicamente activa fue en 2010 de 246 mil 107 habitantes, lo que representa que el 66,0 por ciento de la población total residente tiene algún empleo y es, por consiguiente, el soporte económico en la demarcación. En cuanto a la marginación, de acuerdo con el Conapo, en el año 2010 fue calificada como extremadamente baja, también cabe mencionar que es la delegación que más ha avanzado económica y estructuralmente, en donde las colonias populares no tienden a ser menos que las de clase media dentro de otras demarcaciones.
Miguel Hidalgo tuvo en 2010 una producción bruta per cápita 208 veces mayor que la de Milpa Alta. Los activos fijos per cápita de Miguel Hidalgo valen 225 veces más que los de Milpa Alta. Las remuneraciones per cápita en Miguel Hidalgo son 325 veces más que en Milpa Alta. El porcentaje de vehículos por habitante de Miguel Hidalgo es 5 veces más que en Tláhuac, en cuestión de recaudación de impuestos la Miguel Hidalgo aporta un 200 por ciento más tributariamente que Iztapalapa (sin contar las zonas exclusivas) a pesar de ser la delegación más poblada esta última. La producción bruta total per cápita es la más alta con $2,092,775 siendo el segundo lugar Cuauhtémoc con $1,487,774 y Benito Juárez en tercero con $805,290 según el Centro de Investigación Económica y Presupuestaria.

## Equipamiento e infraestructura urbana
La delegación Miguel Hidalgo realiza periódicamente un levantamiento de toda la infraestructura con que cuenta. Esta información es georreferenciada para posteriormente ser visible en capas de información que se muestran en mapas.[cita requerida]

### Educación
Instituciones de nivel superior
- Unidad Profesional Lázaro Cárdenas del Río del Instituto Politécnico Nacional
- Escuela Normal de Especialización de la Secretaría de Educación Pública
- Conservatorio Nacional de Música del Instituto Nacional de Bellas Artes Polanco
- Universidad Tecnológica de México, Campus Marina
- Universidad Mexicana, Campus Polanco
- Benemérita Escuela Nacional de Maestros (metro Normal)
- Universidad Salesiana, Colonia Anáhuac
- Universidad YMCA
- Universidad Michael Faraday, Colonia Anáhuac
- Escuela Nacional de Danza Folclórica del Instituto Nacional de Bellas Artes (INBA) (Centro Cultural del Bosque)
- Escuela Nacional de Danza "Nellie y Gloria Campobello" del Instituto Nacional de Bellas Artes (INBA) Chapultepec Polanco
- Escuela Militar de Enfermeras de la Universidad del Ejército y Fuerza Aérea Mexicanos (UDEFA), Lomas de Sotelo
- Escuela Militar de Odontología de la Universidad del Ejército y Fuerza Aérea Mexicanos (UDEFA), Lomas de Sotelo
- Escuela Militar de Oficiales de Sanidad de la Universidad del Ejército y Fuerza Aérea Mexicanos (UDEFA), Lomas de Sotelo.
- Escuela Militar de Ingenieros de la Universidad del Ejército y Fuerza Aérea Mexicanos (UDEFA), Popotla
- Escuela Médico Militar de la Universidad del Ejército y Fuerza Aérea Mexicanos (UDEFA), Lomas de Sotelo

Escuelas preparatorias públicas
- Centro de Estudios Científicos y Tecnológicos n.º 2 "Miguel Bernard Perales" del Instituto Politécnico Nacional en Av. Nueva Casa de la Moneda
- Centro de Estudios Científicos y Tecnológicos n.º 9 "Juan de Dios Bátiz" del Instituto Politécnico Nacional en Mar Mediterráneo, Popotla.
- Escuela Nacional Preparatoria n.º 4 "Vidal Castañeda y Nájera" de la Universidad Nacional Autónoma de México (UNAM), en Tacubaya
- Escuela Preparatoria Miguel Hidalgo "Carmen Serdán" (Argentina Antigua) del Instituto de Educación Media Superior del Distrito Federal

Escuelas privadas
- Liceo Franco Mexicano en Polanco[10]
- El Westhill Institute tiene dos planteles en Las Lomas de Chapultepec: Athos y Carpatos.[11]
- El plantel "Las Lomas" de los Colegios Peterson[12]
- El Plantel Lomas Kindergarten Prado Norte del Campus Poniente (Campus West), anteriormente el Campus La Herradura, del Colegio Alemán Alexander von Humboldt[13]
- El centro para niños pequeños y el campus preescolar de la Eton School[14]
- Colegio Ciudad de México Plantel Polanco[15]
- El campus Virreyes del Wingate School (se abrirá en 2016)[16]

## Vivienda
Se tiene registrado un total de 128 mil 910 viviendas particulares, más 82 viviendas colectivas. De ese total de viviendas particulares, 80 por ciento corresponden a casas propias, departamentos en edificios y viviendas colectivas. Al mismo tiempo, las viviendas cuentan con bienes eléctricos de uso común, como lavadoras, refrigeradores y televisión; no obstante, la adquisición de computadoras de escritorio está por debajo del 70 por ciento en viviendas particulares habitadas. En ese sentido, el 95 por ciento de la viviendas cuentan con drenaje e instalaciones de red eléctrica.
El espacio territorial de la delegación está dividido en 81 colonias; la más grande es Bosques de las Lomas, con 3.2 kilómetros cuadrados; la más pequeña, Popo Ampliación, con.33 kilómetros cuadrados; además, tiene la mayor extensión de áreas verdes, sólo el Bosque de Chapultepec cuenta con 7.2 kilómetros cuadrados, así como grandes construcciones modernas y una vasta actividad comercial y de servicios.
En la delegación Miguel Hidalgo se encuentran la mayoría de las colonias y fraccionamientos más lujosos y opulentos de la Ciudad de México, como, Lomas Virreyes, Lomas de Chapultepec, Lomas de Bezares, Bosques de las Lomas y Polanco; otras de nivel socioeconómico medio como: 
Popotla, Anáhuac, Legaria, Irrigación, Verónica Anzures, Torreblanca, Mariano Escobedo, Lomas de Sotelo, Ampliación Daniel Garza, Nextitla, Escandón, Granada y San Miguel Chapultepec; y finalmente otras con nivel socioeconómico bajo como Huíchapan, Santa Julia, Observatorio, Argentina, Tacuba y Pensil entre otras.
Según el II Conteo de Población y Vivienda, llevado a cabo en 2010 por el Instituto Nacional de Estadística y Geografía (INEGI), la delegación Miguel Hidalgo tenía hasta ese año una población total de 372 889 habitantes; de dicha cantidad, 172.667 eran hombres y 200.222 eran mujeres.
Población histórica: 217.481 (1980), 406.868 (1990), 352.640(2000).[cita requerida]
La demarcación cuenta con una población de habla indígena de 5,822 habitantes (principalmente náhuatl y otomí), además de otras lenguas extranjeras usadas solo en ambientes domésticos, como el inglés, Francés, Ruso, Portugués, Alemán, etc. Población económicamente activa: 160675. Casas particulares: 60,896. Marginación en el 2005: extrema baja.[cita requerida]
El metro cuadrado va de los 16 mil hasta 73 mil pesos, por ser de las delegaciones con mayor desarrollo urbano y comercial, conectividad, ubicación, seguridad y exclusividad.

## Asentamientos
Esta delegación cuenta con tres tipos de asentamientos:

### Colonias
- 10 de abril
- 16 de septiembre
- 5 de mayo
- Agricultura
- Ahuehuetes Anáhuac
- América
- Ampliación Daniel Garza
- Ampliación Granada
- Ampliación Popo
- Ampliación Torre Blanca
- Anáhuac I Sección
- Anáhuac II Sección
- Anzures
- Argentina Antigua
- Argentina Poniente
- Bosque de Chapultepec
- Bosque de las Lomas
- Cuauhtémoc Pensil
- Daniel Garza
- Deportivo Pensil
- Dos Lagos
- Escandón I Sección
- Escandón II Sección
- Francisco I Madero
- Granada
- Huíchapan
- Ignacio Manuel Altamirano
- Irrigación
- Lago Norte
- Lago Sur
- Legaria
- Loma Hermosa
- Lomas Altas
- Lomas de Bezares
- Lomas de Chapultepec I Sección
- Lomas de Chapultepec II Sección
- Lomas de Chapultepec III Sección
- Lomas de Chapultepec IV Sección
- Lomas de Chapultepec V Sección
- Lomas de Chapultepec VI Sección
- Lomas de Chapultepec VII Sección
- Lomas de Chapultepec VIII Sección
- Lomas de Reforma
- Lomas de Sotelo
- Lomas Hermosa
- Los Manzanos
- Manuel Ávila Camacho
- Mariano Escobedo
- México Nuevo
- Modelo Pensil
- Molino del Rey
- Nextitla
- Observatorio
- Pensil Norte
- Pensil Sur
- Peralitos
- Periodista
- Plutarco Elías Calles
- Polanco I Sección
- Polanco II Sección
- Polanco III Sección
- Polanco IV Sección
- Polanco V Sección
- Popo
- Popotla
- Real de las Lomas
- Reforma Pensil
- Reforma Social
- Residencial Militar
- San Diego Ocoyoacac
- San Joaquín
- San Juanico
- San Lorenzo Tlaltenango
- San Miguel Chapultepec I Sección
- San Miguel Chapultepec II Sección
- Santo Tomás
- Tacuba
- Tlaxpana
- Torre Blanca
- Un Hogar Para Nosotros
- Ventura Pérez de Alba
- Verónica Anzures

### Pueblos
- San Lorenzo Tlaltenango
- Tacuba
- Tacubaya
- San Miguel Chapultepec
- Tlaxpana

### Unidades habitacionales
- Torres del Toreo I y II
- Puerta Toreo
- Loma Hermosa
- Lomas de Sotelo
- Hermanos Serdán
- Lázaro Tata
- México Tacuba
- Unidad Legaria IMSS

## Patrimonio

### Árbol de la Noche Victoriosa
La tradición establece que los restos de un viejo ahuehuete situado sobre la calzada México-Tacuba en Popotla son aquellos donde Hernán Cortés habría llorado en la mal llamada Noche Triste, en su escape de México-Tenochtitlan hacia Otumba en 1520. Las crónicas de la época consignan el episodio de tristeza y desconsuelo de Cortés, pero no que se haya ocurrido al pie de árbol ni la ubicación del mismo. Fue hasta 1843 cuando se mencionó por primera vez en la obra Historia de la Conquista de México de William Prescott que el momento ocurrió en un árbol. Recibió distintos tratamientos para asegurar su existencia. Los restos del ahuehuete fueron quemados en 1972 y en 1981, que lo consumió hasta dejar sólo la parte visible del tronco.

### Albercas de Chapultepec
Se conoce como Albercas de Chapultepec a una serie de depósitos usados desde el periodo prehispánico hasta inicios del siglo XX, para albergar las aguas de los manantiales del cerro de Chapultepec que sirvieran para dotar de agua potable a la Ciudad de México. Entre los restos de estos están los llamados Baños de Moctezuma en Chapultepec, los cuales fueran remodelados así como unos restos de unas albercas coloniales en el Pozo 5 o Manantial Chico de Chapultepec.
La casa amarilla
Fue construida en el año de 1618 con la intención de convertirla en convento y lugar de descanso de los Padres Franciscanos. Posteriormente, residencia del marqués de las Amarillas, que fue Agustín de Ahumada y Villalón. Anexo a la Casa Amarilla se construyó un templo de ladrillo consagrado a la Virgen de Guadalupe.
Casa del Lago
Se inauguró el 29 de abril de 1908 a orillas del lago principal. Originalmente la casona se destinó para alojamiento de visitantes extranjeros, aunque también se usó como finca de verano de algunos presidentes de la República. Posteriormente, albergó al Instituto de Biología de la UNAM y desde 1959 es centro de difusión cultural.
Castillo de Chapultepec
Entre 1785 y 1787, bajo la rectoría del virrey Bernardo de Gálvez, se llevó a efecto la primera construcción de lo que hoy es el edificio conocido como el castillo de Chapultepec. Fue en ese entonces cuando aparecieron los primeros torreones y almenas que dieron al lugar un aire de fortaleza al estilo de castillo medieval. Sin embargo, la intención en ese momento no era la de hacer precisamente un punto defensivo, sino un lugar de estancia virreinal. En 1847 se llevó a cabo la batalla de Chapultepec contra el ejército estadounidense, en la que murieron, entre muchos, los "Niños Héroes".
Cueva de Cicalco
Significa «lugar de entrada al inframundo». Ubicada en las faldas del Cerro de Chapultepec, dentro de lo que ahora es el Audiorama. El último de los dirigentes de Tula, abandonó la ciudad después de enfrentarse a la rebelión de su pueblo durante una sequía y se exilió en este cerro, donde años más tarde se suicidó dentro de la Cueva de Cincalco.
Altar a la Patria
Con motivo del Centenario de la defensa del Castillo, en 1947 se iniciaron los trabajos para la erección de un gran monumento en honor de los cadetes caídos. La obra fue desarrollada por el arquitecto Enrique Aragón y el escultor Ernesto Tamariz. Consta de un semicírculo abierto en el centro, con seis grandes columnas de mármol al fondo rematadas por aguiluchos de bronce, que representan a los jóvenes muertos.
Rotonda de los Hombres Ilustres
Fue designada como tal en 1872 por el presidente Sebastián Lerdo de Tejada. Lugar de honor destinado para el reposo de los restos de los héroes y hombres ilustres que han engrandecido a México, tales como: David Alfaro Siqueiros, Mariano Azuela, Amado Nervo, Felipe Villanueva, Emilio Carranza, Mariano Escobedo, José Clemente Orozco, Vicente Riva Palacio, Jaime Torres Bodet, Silvestre Revueltas, Agustín Yánez, José Vicente Miñón, Francisco Montes de Oca.
Pensil Mexicano (Jardín Barroco)
Declarado monumento histórico desde 1932. Con una superficie actual de 3,000 m² y 800 m² de construcción. Construido en 1766 a semejanza de los lugares de recreo de las ciudades de Europa del siglo XVIII, cuyo atractivo era la exuberancia de sus jardines (de ahí el nombre Pensil que en castellano significa "jardín exquisito") este era la culminación de una serie de tívolis y casas de recreo por toda la antigua calzada de Tlacopan, a la vera del río San Joaquín.
Acuario Inbursa
Inaugurado el 11 de junio del 2014, el acuario inbursa ofrece a sus visitantes una planta baja y tres niveles subterráneos, donde podrán observar a 300 especies de fauna marina, como son: tiburones, caballitos de mar, tortugas, cocodrilos, pirañas, medusas, corales, rayas, pingüinos, entre otras, distribuidas en 48 exhibiciones, portando el estandarte de un concepto llamado "edutainment" (eduacion más entretenimiento) busca crear en los visitantes conciencia del grave deterioro de los ecosistemas marinos, y de la importancia de la contribución de la gente en la conservación de los mismos, con un diseño inspirado en una raya marina, aportación del arquitecto Fernando Romero, el acuario Inbursa se encuentra ubicado en la calle Miguel de Cervantes Saavedra no.386, col. ampliación granada, Miguel Hidalgo, a un costado del museo Soumaya

## Política y gobierno

### Delegados
- 1979-1982 Rafael de la Torre Abedrop (PRI)
- (1996-1997): María Esther Scherman

### Jefes delegacionales
- (1997-2000):  Jorge Fernández Souza
- (2000-2003):  Arne Aus Den Ruthen
- (2003-2006):  Fernando Aboitiz
- (2006-2009):  Gabriela Cuevas Barrón
- (2009):  Alfredo Vinalay Mora
- (2009-2012):  Demetrio Sodi de la Tijera
- (2012-2015):  Víctor Hugo Romo Guerra
- (2015-2018):  Xóchitl Gálvez
- (2018):  David Rodríguez Lara

### Alcaldes
- (2018-2021):  Víctor Hugo Romo Guerra
- (2021):  Abraham Borden Camacho (interino)
- (2021-2024):  Mauricio Tabe Echartea
- (2024):  César Mauricio Garrido López (interino)
- (2024-Actualmente):  Mauricio Tabe Echartea

## Vialidades
Sus principales vialidades son:
- Ejército Nacional
- Marina Nacional
- Circuito Interior
- Calzada de Legaria
- Cuitláhuac
- Mariano Escobedo
- Paseo de la Reforma
- Paseo de las Palmas
- Periférico Poniente
- Constituyentes
- Parque Lira
- Río San Joaquín
- Calzada México-Tacuba
- Melchor Ocampo

## Sitios de interés

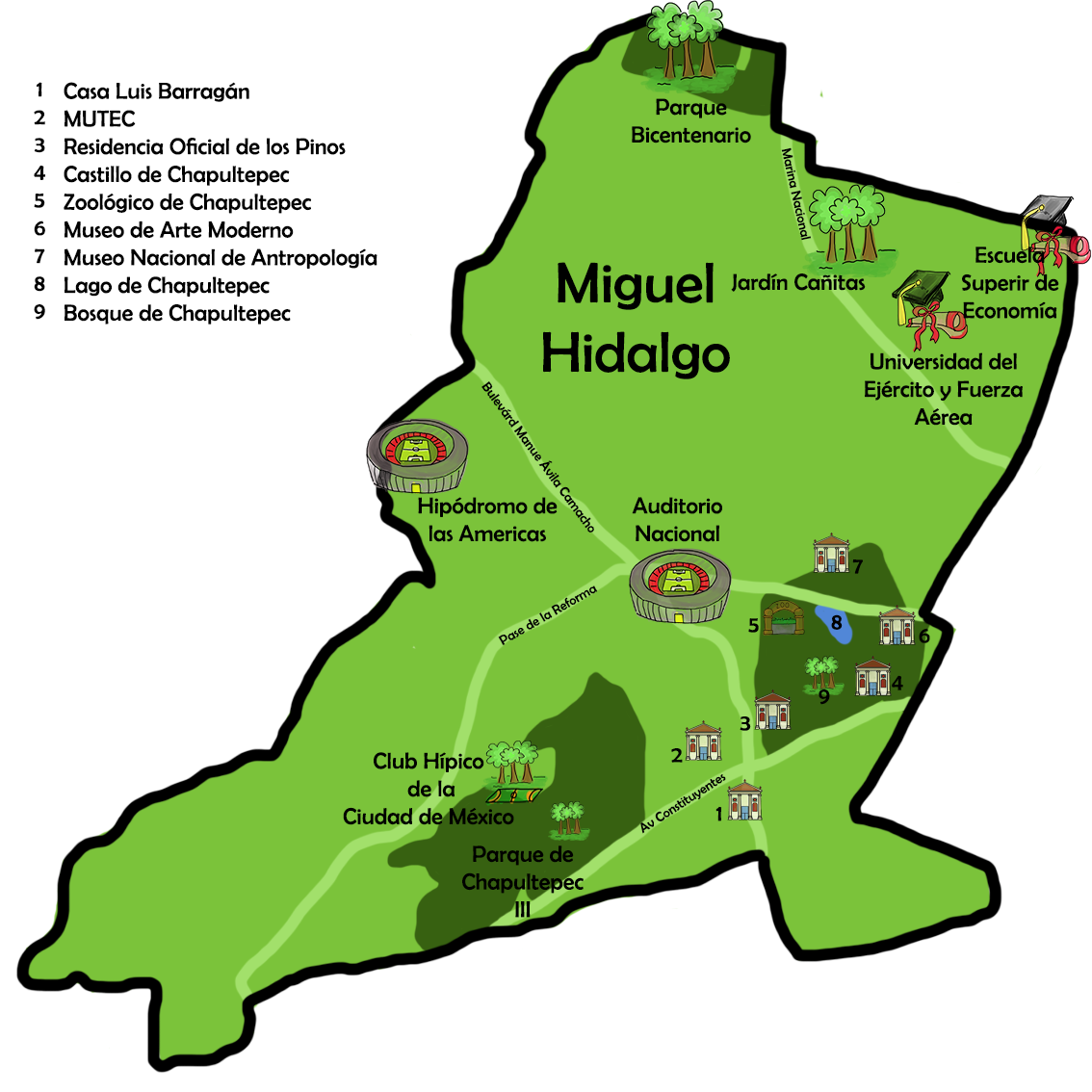
Mapa de los lugares turísticos más representativos de la delegación Miguel Hidalgo

Ahí mismo se ubican lugares importantes para la ciudad y el resto del país, como el Museo Los Pinos (antes Residencia Oficial), el Castillo de Chapultepec, el Auditorio Nacional, el Centro Cultural del Bosque, el Museo Nacional de Antropología, el Museo de Arte Moderno, el Museo Rufino Tamayo, el Museo Nacional de Historia y el histórico Bosque de Chapultepec.
Sitio de gran interés dentro de esta demarcación se encuentra el "Árbol de la Noche Triste", que actualmente se hace llamar "Árbol de la Noche Victoriosa", el cual se encuentra ubicado sobre la calzada México Tacuba en la colonia Popotla. En dicho lugar se considera que es donde se sentó el conquistador Hernán Cortés a llorar su derrota frente a los aztecas la noche del 30 de junio de 1521. Hay cierta controversia sobre la certeza del lugar ya que más adelante sobre la misma calzada México Tacuba se encuentra otro ahuehuete frente a la iglesia de Tacuba y en el municipio de Naucalpan se encuentra otro más, este árbol en particular una especie de ahuhuete que el 9 de septiembre de 1981 fue quemado por unos desconocidos atentado contra lo que debemos considerar como un vestigio de vital importancia. Actualmente solo queda su tronco sin vida debido al tiempo, las enfermedades y el atentado.
En la segunda sección de Chapultepec se encuentran la Feria de Chapultepec, el Museo del Niño, el Museo Tecnológico y el Museo de Historia Natural. Se encuentran restaurantes y cafés: el “Café del Lago”, ubicado junto al Lago Menor, y el “Restaurante del Lago”, en el Lago Mayor. También hay espacio dedicado al deporte, como la pista de atletismo de nombre “El Sope”, canchas para fútbol rápido y juegos infantiles.
La zona de Polanco-Lomas concentra gran cantidad de embajadas, de las que destacan las de Francia, España, Alemania, Argentina y Canadá, así como importantes oficinas, restaurantes y plazas comerciales.
Dentro de los centros comerciales más importantes, se encuentran: Antara Fashion Hall, ubicado en Ejército Nacional esquina con Molière; Plaza Molière DOS22, ubicado en Molière 222 esquina con Horacio; Pabellón Polanco, ubicado en Ejército Nacional 980 esquina con Ferrocarril de Cuernavaca; Plaza Zentro, ubicada en Masaryk 407. También se encuentra la zona comercial de Masaryk, famosa por sus boutiques de diseñador, y restaurantes lujosos. Recientemente se inauguró Plaza Carso, ubicada en Ferrocarril de Cuernavaca esquina con Cervantes Saavedra, y que según su página web oficial, es "el complejo inmobiliario de usos mixtos más grande de América Latina", y cuenta entre otras instalaciones con tres edificios corporativos, un museo de arte moderno llamado Soumaya, un área comercial con boutiques reconocidas mundialmente, y un desarrollo residencial integrado por tres torres habitacionales. En construcción se encuentran un teatro y el museo de arte contemporáneo Jumex.
Otro sitio de interés es el barrio de Santa Julia, ubicado en la colonia Anáhuac segunda sección, delimitada por las calles Marina Nacional, Mariano Escobedo, la avenida Felipe Carrillo Puerto, la calzada México-Tacuba y el Circuito Sur con el mayor número de altares a la Virgen de Guadalupe, iniciado hace más de 70 años por la familia Gómez Sánchez. En esta colonia popular también se ubica el Foro Cultural Zirahuén, conocido por la comunidad como "El corazón cultural de la Santa Julia".
Desde 2010 opera dentro del complejo corporativo de Grupo Carso la nueva sede del Museo Soumaya, con un diseño modernista creado por el arquitecto Fernando Romero. Está ubicado a un costado de Costco Polanco, sobre la Av. Miguel de Cervantes Saavedra.
El Museo Casa de la Bola es uno de los museos interesantes en esta demarcación, ubicado en la legendaria Casa de la Bola, en la antigua Villa de San Juan Tacubaya, hoy Av. Parque Lira, vecina del parque del mismo nombre. El primer propietario fue el doctor Francisco Bazán Albornoz en 1916, quien ocupaba el cargo de Inquisidor Apostólico, y es actualmente un hermoso edificio restaurado sede del museo administrado actualmente por la Fundación Cultural Antonio Haghenbeck y de la Lama, último propietario del edificio.
Otro sitio de interés en esta delegación es la Casa Luis Barragán, registrada desde 2004 como patrimonio de la humanidad por la UNESCO y que fue diseñada y construida por el reconocido arquitecto mexicano. Otra obra de Luis Barragán, en conjunto con el escultor Mathias Goeritz, son las Torres de Satélite, en el vecino municipio de Naucalpan, Estado de México. La Casa-Taller puede ser visitada en grupos previa cita.
En la gran mayoría de las colonias populares que conforman la delegación existen innumerables puestos que ofrecen a diversas horas del día productos gastronómicos para el consumo de los lugareños. Sin ser en su mayoría comercios establecidos, muchos de ellos gozan de fama dentro y fuera de sus ubicaciones, en las colonias Pensil, Argentina, 5 de Mayo y Anáhuac.
El origen de la colonia Anáhuac surge por la necesidad de llevar mano de obra y servidumbre a las colonias porfirianas de San Rafael y Santa María la Ribera, además de que ya existía el Barrio de Santa Julia, hoy colonia Tlaxpana, con la fundación de la Cervecería Modelo en Lago Alberto hay un gran auge de industrias como Daimler Chrysler, la hulera Euzkadi, que marcaría la desaparición de extensiones de alfalfares, además de que inicia la construcción de la escuela primaria Berlang, inaugurada por Plutarco Elías Calles y que se extendía toda la manzana de las calles de Melchor Ocampo, Marina Nacional, reducida para construir la tienda del Issste y las oficinas centrales de Luz y Fuerza del Centro (hoy en liquidación); el mercado de Santa Julia (Anáhuac I y anexo) tiene su origen en puesto de tablas que abarcaban el Callejón de las Brujas, Laguna de Guzmán, Laguna de Términos y Tonantzin y la zona de chácharas estaba enfrente de la Iglesia del Divino Rostro.
En Tacuba está una iglesia que tiene un “niño milagroso”, su Niño-Dios; toda la gente que va a visitarlo le lleva juguetes, para que él conceda un milagro. Este niño-Dios, cada cuatro años, en cada Mundial de Fútbol, lo visten con el uniforme de la Selección nacional, y le piden que a la Selección Mexicana de Fútbol le vaya bien en el campeonato. La gente lo llama “Niño futbolista” y muy cerca de ahí esta el Parque Bicentenario (Ciudad de México).
En la colonia Polanco, sobre la calle Emilio Castelar, hay una extensa área con juegos infantiles, áreas verdes y un tipo de chapoteadero donde los domingos los niños llevan sus barcos, submarinos y veleros a escala.
El Panteón Civil de Dolores. Se encuentra sobre las avenidas Constituyentes y eje 5 Poniente S/N, Col. América, entre la 2.ª. Sección y la 3.ª. Sección del Bosque de Chapultepec. Este cementerio tiene casi cien años y la administración del mismo ha estado desde un inicio, en una sola familia; los Jaurrieta. Es uno de los panteones más grandes de la república Mexicana y también, de Latinoamérica, con un poco más de 200 hectáreas dentro de una de las ciudades más grandes del mundo —Ciudad de México—. Sobre la avenida Constituyentes, el Panteón de Dolores tiene auténticas joyas en su haber, y no hablo de uno de los 23 lotes particulares —la Rotonda de las Personas Ilustres, el lote de las Águilas Caídas del Escuadrón 201, que muy poca gente sabe, pero si murieron algunos soldados, pilotos en aquel contingente que se envió a la guerra del Pacífico durante la Segunda Guerra Mundial; los lotes alemán, italiano, de los tramoyistas, panaderos, maestros jubilados, etc.— que existen dentro de sus bardas, sino de auténticas bellezas esculpidas en piedra y mármol que datan de décadas anteriores.
Así, podrá esperar a que le llamen a cuentas el día del juicio final, en compañía de distinguidos personajes como Mariano Azuela (escritor), Francisco González Bocanegra (autor de la letra del Himno Nacional), David Alfaro Sequeiros o Diego Rivera, pintores; Dolores del Río una de las actrices más bellas del Mundo, Octavio Paz, escritor diplomático y premio Nobel de literatura, único que ha dado México, etc.

## Transportes

### Metro de la Ciudad de México
| Estación        | Línea |
| --------------- | ----- |
| Tacubaya        |       |
| Juanacatlán     |       |
| Chapultepec     |       |
| Panteones       |       |
| Tacuba          |       |
| Cuitlahuac      |       |
| Popotla         |       |
| Colegio Militar |       |
| Normal          |       |
| San Joaquín     |       |
| Polanco         |       |
| Auditorio       |       |
| Constituyentes  |       |
| Patriotismo     |       |

- Metrobús de la Ciudad de México

En la demarcación cruzan distintas estaciones del Metrobús de la Ciudad de México:

### Línea 2
- Tacubaya
- Tepalcates
- Parque Lira
- Antonio Maceo
- Patriotismo
- Escandón

### Cablebús de la Ciudad de México

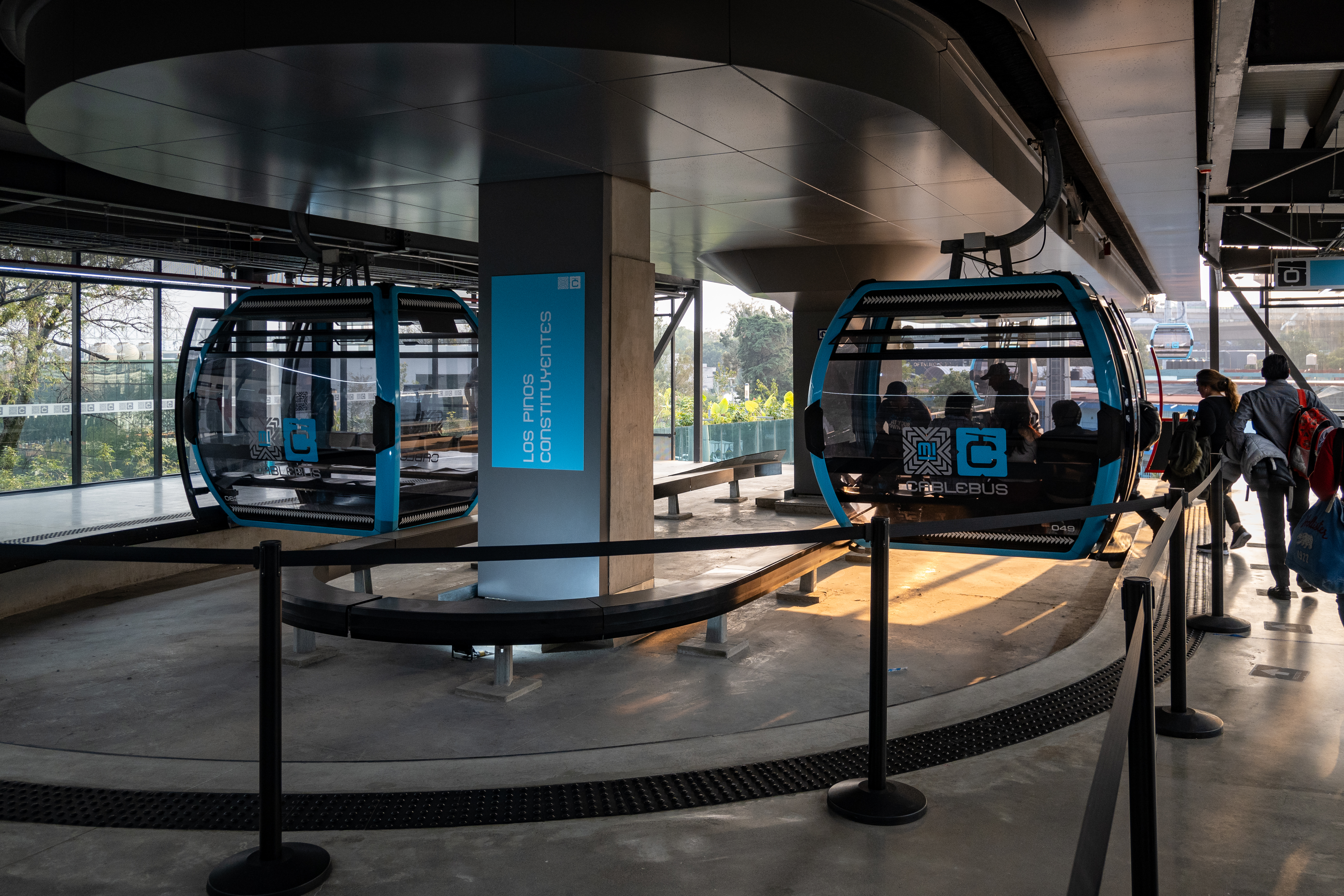
Estación Los Pinos / Constituyentes de la Línea 3 del Cablebús

La Línea 3 del Cablebús cuenta con las siguientes estaciones en Miguel Hidalgo:
- Los Pinos / Constituyentes
- Panteón Dolores
- Charrería
- PARCUR / Colegio de Arquitectos

## Relaciones internacionales

### Hermanamientos
Miguel Hidalgo tiene relaciones de hermanamiento con las siguientes ciudades alrededor del mundo:
- Teotihuacán de Arista, México (2015).[21]
- Morelia, México (2020).[22]

### Convenios
Miguel Hidalgo cuenta con convenios de cooperación específica, cuyo objetivo es establecer actividades, con la finalidad de facilitar la ejecución del convenio. Estos convenios se celebran porque las partes signatarias focalizan la cooperación específicamente para fortalecer áreas complementarias como turismo, gobierno, seguridad, etc. Los convenios que tiene la ciudad, son con las siguientes ciudades alrededor del mundo:
- Sector 3 de Bucarest, Rumanía (2014).[23][24]
- Medellín, Colombia (2014).[25]
- México Tláhuac (2017)[26]
- Tlalpan, México (2017)[26]
- Azcapotzalco, México (2017)[26]
- Xochimilco, México (2017)[26]
- Naucalpan de Juárez, México (2017).[27][28]
- Huixquilucan, México (2018).[29]
- Cuauhtémoc, México (2019).[30]
- Acapulco de Juárez, México (2019)[31]